# Jeffrey Bruma
Jeffrey Kevin van Homoet Bruma (Róterdam, Holanda Meridional, 13 de noviembre de 1991), más conocido como Jeffrey Bruma, es un futbolista neerlandés que juega como defensa.
Su hermano mayor, Marciano Bruma, juega como defensa en el Lech Poznań de la Ekstraklasa de Polonia. Además sus dos primos, Lorenzo y Kyle Ebecilio, también son futbolistas. Lorenzo juega como delantero en el Anji Majachkalá, mientras que Kyle juega como centrocampista en el FC Twente.

## Trayectoria

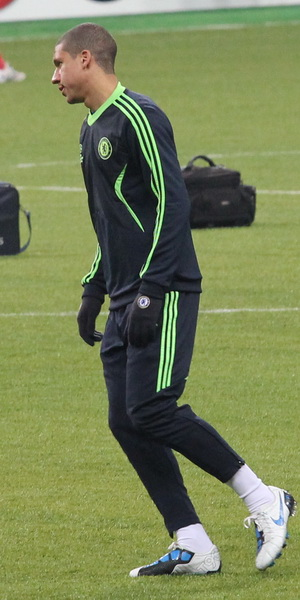
Bruma entrenando.

Siendo un aficionado al Ajax Ámsterdam desde pequeño, Bruma se unió a la academia del Excelsior de su natal Róterdam a los 4 años de edad. Luego, Bruma se marchó al Feyenoord dos años después, en donde permaneció hasta los 15 años de edad, cuando fue contratado por el Chelsea FC de Inglaterra en 2007 por un monto de £100.000. Bruma comenzó en buena forma la temporada 2007-08 con el equipo juvenil, logrando disputar 20 partidos y anotar 3 goles y siendo el jugador con la mayor cantidad de partidos disputados en la liga juvenil, además de haber sido pieza clave en la defensa del equipo durante la incursión de éste en la FA Youth Cup, logrando llegar hasta la final, donde fueron derrotados por el Manchester City. También logró hacer su debut con el equipo de reservas justo después de haber cumplido 16 años, logrando disputar 3 partidos esa temporada. Para la siguiente campaña, Bruma logró establecerse en las reservas, aunque solamente pudo disputar 9 partidos.
Con la llegada de Carlo Ancelotti al banquillo del Chelsea a mediados de 2009, Bruma fue uno de los pocos jugadores del equipo juvenil que atrajo su atención, siendo inscrito en la Lista B de la plantilla que disputó la Liga de Campeones de la UEFA 2009-10, asignándosele el dorsal 43. Bruma fue llamado a su primer partido de la competición con el primer equipo en el 15 de septiembre de 2009 frente al FC
 Oporto de Portugal, donde el Chelsea se llevó la victoria por 1-0, aunque Bruma permaneció en la banca durante todo el encuentro. Su segundo llamado fue el 23 de septiembre de 2009 para un encuentro de la Football League Cup frente al Queens Park Rangers, aunque tampoco logró hacer su debut. En dicho encuentro, el Chelsea se impuso por 1-0.
Su debut en la Premier League sería el 24 de octubre de 2009 en la victoria por 5-0 frente al Blackburn Rovers, al haber entrado de cambio al minuto 66 por Ricardo Carvalho. También debutó en la Football League Cup el 2 de diciembre de 2009 ante el mismo equipo, después de haber entrado de cambio al medio tiempo por Juliano Belletti, aunque el Blackburn y el Chelsea empataron a 3-3, por lo que el partido se prolongó hasta la tanda de penales, donde el Blackburn eliminó al Chelsea por 4-3. El 20 de febrero de 2010, Bruma disputó su segundo partido de liga ante el Wolverhampton Wanderers, entrando de cambio al minuto 56 por Yuri Zhirkov y ayudando al Chelsea a llevarse la victoria por 2-0.
Aunque Bruma formaba parte del primer equipo y del equipo de reservas del Chelsea, aún seguía disputando partidos con el equipo juvenil, alcanzando con éste otra final de FA Youth Cup ante el juvenil del Aston Villa. El 29 de abril de 2009, en el partido de ida en el Villa Park, ambos equipos empataron a 1-1, donde Jeffrey pudo empatar al minuto 66 mediante un tiro libre cuando el marcador estaba a favor del Villa. Sin embargo, el 4 de mayo de 2010, en el partido de vuelta, Jeffrey se pudo coronar campeón del torneo en Stamford Bridge, donde el Chelsea derrotó al Aston Villa por 2-1 (3-2 en el global), para así consagrarse campeón de la Youth Cup desde 1961.

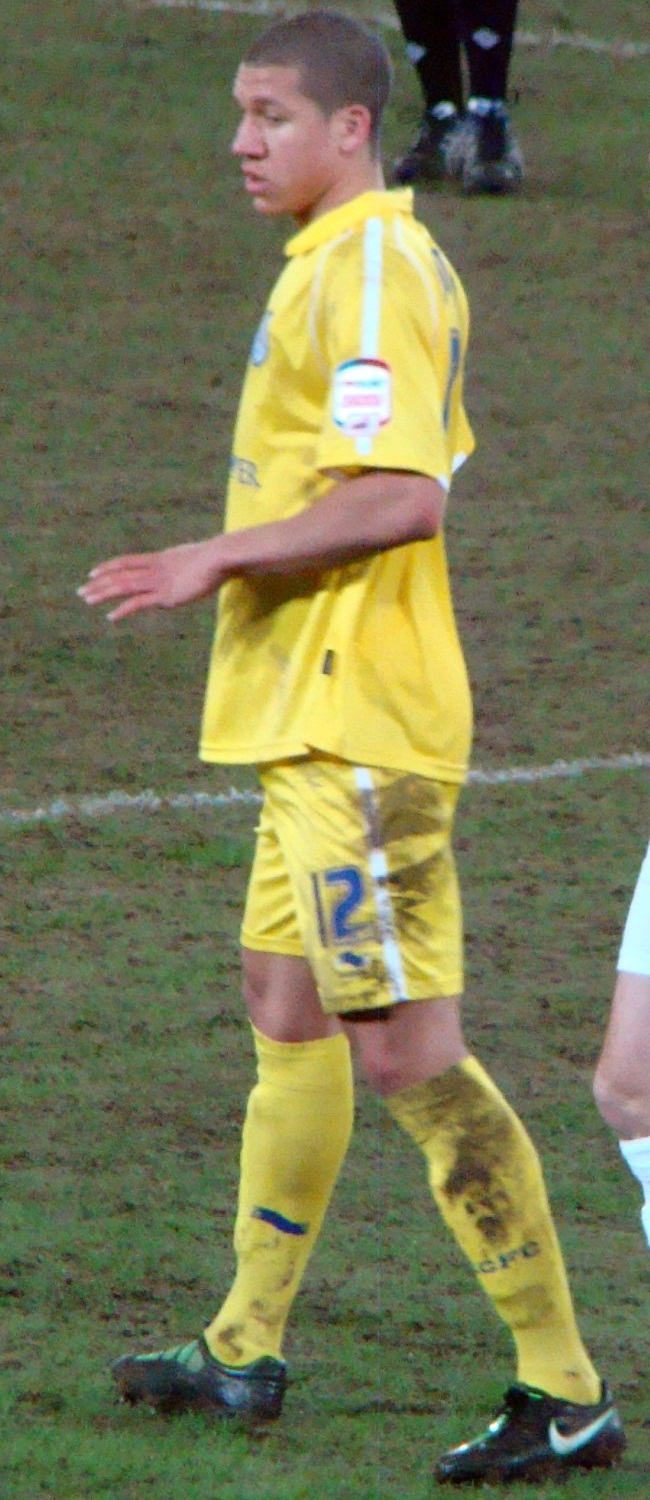
Jeffrey Bruma con el Leicester City durante un encuentro ante el Caridff City el 22 de febrero de 2011.

El 1 de septiembre de 2010, Bruma renovó su contrato con el Chelsea, permaneciendo con el club hasta 2014. Su primer encuentro como titular sería el 22 de septiembre de 2010 ante el Newcastle United en la Football League Cup, en donde Bruma disputó todo el encuentro, aunque el Newcastle se llevaría la victoria por 4-3. También fue titular ante el MŠK Žilina en la Liga de Campeones el 23 de noviembre de 2010, ayudando al Chelsea en la victoria por 2-1 ante el equipo eslovaco. Luego, debido a la crisis de defensores lesionados por la que pasaba el Chelsea, Bruma jugaría su primer encuentro como titular en la liga el 2 de enero de 2011 ante el Aston Villa, aunque ambos equipos empataron a 3-3.
El 11 de febrero de 2011, Bruma fue cedido al Leicester City de la Football League Championship hasta el final de la temporada 2010-11. Su debut con el Leicester fue al día siguiente en la victoria por 2-0 sobre el Derby County, luego de haber entrado de cambio al minuto 84 por Souleymane Bamba. Su primer encuentro como titular sería el 22 de febrero de 2011 ante el Cardiff City, en donde disputó los 90 minutos, aunque su equipo fue derrotado por 2-0. Bruma aclaró que se unió al Leicester para poderse ganar un puesto en el primer equipo del Chelsea y que si no lo lograba le gustaría ser cedido otra vez.
El 2 de abril de 2011, en un encuentro ante el Middlesbrough FC, Bruma concedió un penal por haber tocado el balón con la mano, el cual fue atajado por el guardameta Chris Weale. Esto fue antes de que Bruma recibiera su primera tarjeta roja como profesional luego de haber recibido dos amarillas por discusiones con el árbitro. En ese encuentro, el Leicester y el Middlesbrough empataron a 3-3. Luego, el 25 de abril de 2011, Bruma anotó su primer doblete con el Leicester en la victoria por 4-2 sobre el Watford FC. En total, Bruma disputó 11 partidos y anotó 2 goles durante su préstamo con el Leicester, aunque el 30 de junio de 2011 fue cedido al Hamburgo SV de Alemania hasta el final de la temporada 2011-12, con opción a extender el préstamo por otra temporada más. Su debut con el Hamburgo en la Bundesliga sería el 13 de agosto de 2011 en el empate a 2-2 frente al Hertha Berlín, en donde disputó los 90 minutos. Luego, Bruma anotaría su primer gol con el Hamburgo en un encuentro frente al VfB Stuttgart el 23 de septiembre de 2011, ayudando a su equipo a llevarse la victoria por 2-1, la cual sería la primera victoria del Hamburgo en la liga luego de 7 encuentros disputados.
En julio de 2013 el PSV Eindhoven anuncia su contratación, junto a su compatriota Stijn Schaars y el colombiano Santiago Arias.

## Selección nacional

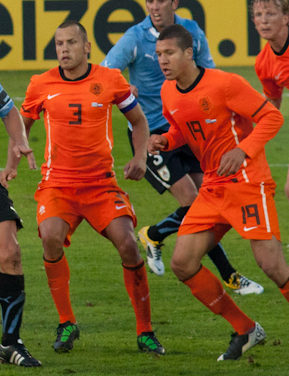
Jeffrey Bruma (#19) junto a John Heitinga durante un encuentro amistoso frente a en junio de 2011.

Bruma ha sido internacional con la selección de los Países Bajos sub-17, sub-18, sub-19 y sub-21. Con la sub-17, Bruma disputó el Campeonato Europeo Sub-17 de 2007. Con la sub-21, Bruma hizo su debut a los 17 años de edad el 4 de septiembre de 2009, durante un encuentro de clasificación para la Eurocopa Sub-21 de 2011 ante Finlandia, donde su selección se impuso por 2-0.
El 11 de agosto de 2010, Bruma fue llamado por primera vez a la selección de los Países Bajos, debutando como titular ante Ucrania, aunque ambos equipos empataron a 1-1. Su segundo partido con la selección neerlandesa sería el 8 de junio de 2011 en otro empate 1-1 frente a Uruguay, al haber sustituido a Joris Mathijsen al medio tiempo.

## Clubes
| Club                          | País         | Año       |
| ----------------------------- | ------------ | --------- |
| Chelsea F. C.                 | Inglaterra   | 2009-2013 |
| Leicester City F. C. (cedido) | Inglaterra   | 2011      |
| Hamburgo S. V. (cedido)       | Alemania     | 2011-2013 |
| PSV Eindhoven                 | Países Bajos | 2013-2016 |
| VfL Wolfsburgo                | Alemania     | 2016-2021 |
| F. C. Schalke 04 (cedido)     | Alemania     | 2019      |
| 1. FSV Maguncia 05 (cedido)   | Alemania     | 2020      |
| Kasımpaşa S. K.               | Turquía      | 2021-2023 |
| S. C. Heerenveen              | Países Bajos | 2023      |
| RKC Waalwijk                  | Países Bajos | 2023-2024 |

## Palmarés

### Títulos nacionales
| Título                        | Club          | País         | Año  |
| ----------------------------- | ------------- | ------------ | ---- |
| Premier League                | Chelsea F. C. | Inglaterra   | 2010 |
| FA Cup                        | Chelsea F. C. | Inglaterra   | 2010 |
| Eredivisie                    | PSV Eindhoven | Países Bajos | 2015 |
| Supercopa de los Países Bajos | PSV Eindhoven | Países Bajos | 2015 |
| Eredivisie                    | PSV Eindhoven | Países Bajos | 2016 |